# Simlish
Simlish er et fiktivt sprog, der tales i The Sims-serien. Skaberen af The Sims, Will Wright, og resten af udviklingsholdet eksperimenterede med en blanding af Ukrainsk, Tagalog og Navajo, da Simlish skulle skabes. Simlish skrives i spillet med symboler fra dyrekredsen, og symbolet Aum forekommer desuden også. Efter The Sims 2 University kom en del græske bogstaver med i form af kollegiesymboler. Allerede i Simcopter (1996) hørte man simlish, og i Street of simcity, er det simlish, man kan høre i radion.
Baggrunden for udviklingen af Simlish var Wrights ønske om en form for dialog i spillet. Dog ville arbejdet med at sammensætte replikker i et allerede eksisterende sprog være et for omfattende arbejde, hvis dialogen ikke skulle blive for gentagende, og desuden ville et sådan sprog skulle oversættes og indtales, hvorfor arbejdstimerne med oversættelse af spillet ville blive flere, og ikke bare inkludere oversættere, men også skuespillere. De endte derfor med en løsning, hvor sproget bestod af vrøvleord, hvor meningen af dialogen var åben for spillerens fantasi.
Efterfølgende har Wright kommenteret, at brugen af et sprog uden mening viste sig at være det rigtige valg, da man som spiller forestiller sig sproget mere realistisk, end en computer ville kunne simulere.
Selve udtalen at simlish er skabt af stemmeskuespillerne Stephen Kearin og Gerri Lawor ved at improvisere.
I de forskellige spil og udviklingspakker kan der også høres simlish i radioen og på musikanlæg. Flere kendte kunstnere og grupper har indsunget versioner af deres sange på simlish. Disse tæller:
- "Don't Kill My Vibe" af den norske singer-songwriter Sigrid i The Sims 4: Parenthood
- "Let's Get It Started" af The Black Eyed Peas i The Urbz: Sims in the City
- "Things Can Only Get Better" af Howard Jones i The Sims 2: Open for Business
- "The Compromise" af The Format i The Sims 2: Pets
- "Pressure" af Paramore i The Sims 2 til PlayStation Portable
- "Scalliwag" af Gaelic Storm The Sims 2: Bon Voyage